# Royston Drenthe
Royston Rickie Drenthe (Rotterdam, 8 aprile 1987) è un ex calciatore olandese, di ruolo difensore o centrocampista.

## Biografia
È fratello di Giovanni, calciatore professionista; inoltre è nipote di Edgar Davids, e cugino di Georginio, Giliano e Rogerio Wijnaldum, tutti calciatori professionisti. Di origini surinamesi, ha rappresentato l'Olanda in nazionale.

## Caratteristiche tecniche
Terzino di spinta, per la sua velocità poteva ricoprire anche il ruolo di esterno a tutta fascia. Nonostante le ottime premesse iniziali, non è riuscito a rendere al meglio a causa di numerosi infortuni.

## Carriera sportiva

### Club

#### Gli inizi
Entrato nel settore giovanile del Feyenoord a 13 anni, nel 2003 passa a giocare per l’Excelsior. Nel 2005 fa ritorno al Feyenoord, venendo aggregato alla squadra A1 e ritrovando Henk Fraser, suo precedente allenatore nelle giovanili. Dopo aver disputato la Otten Cup, un torneo giovanile durante il quale realizza tre gol all'Ajax giocando da ala sinistra, inizia ad essere convocato anche in prima squadra. Ben presto gli viene offerto un contratto da professionista ed il manager Erwin Koeman lo integra permanentemente nella prima squadra. Debutta contro il Vitesse e termina la stagione con 3 presenze. Nella stagione 2006-2007 il Feyenoord acquista il terzino Philippe Léonard e conferma in rosa Pascal Bosschaart, ma Drenthe, grazie alla sua duttilità, ha la possibilità di giocare con continuità e conquistare il posto da titolare.

#### Real Madrid
Nell’agosto 2007, dopo aver impressionato nell'Europeo Under-21 giocato la stessa estate, passa al Real Madrid per 14 milioni di euro.

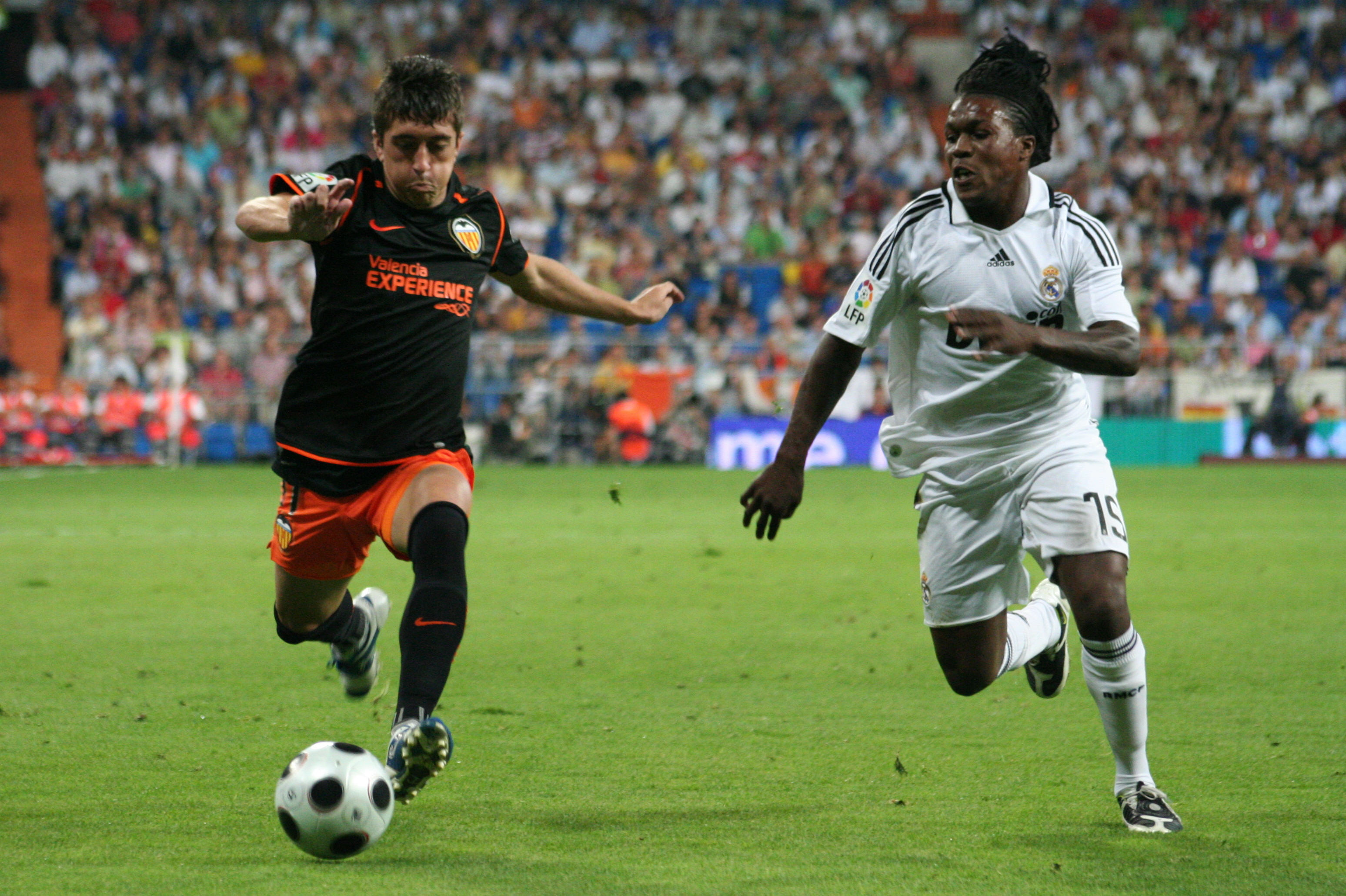
Drenthe (a destra) con la maglia del nel 2008.

Viene presentato al Santiago Bernabéu il 13 agosto 2007 insieme al connazionale Wesley Sneijder e debutta ufficialmente durante la gara di ritorno della Supercoppa di Spagna contro il Siviglia, giocando come centrocampista centrale. Realizza anche il goldel momentaneo 1-1, ma il Madrid perde la partita 5-3.
All'inizio della stagione gioca titolare come terzino e centrocampista sinistro, ma con l'esplosione del compagno Marcelo gioca sempre meno. Termina la prima stagione con 18 presenze e due reti.
Nelle due stagioni successive viene utilizzato con il contagocce dagli allenatori che si succedono sulla panchina dei madrileni, e così inizia la parabola discendente del terzino olandese.

#### Hércules ed Everton
Il 31 agosto 2010 passa in prestito per un anno alla neopromossa in Liga Hércules. Gioca solo 17 partite in campionato, ma segna 4 gol.
Il 31 agosto 2011 viene acquistato dall'Everton sempre con la formula del prestito. Dopo aver fatto 21 presenze condite con 3 gol in Premier League, a fine stagione non viene riscattato dai Toffees e rimane quindi svincolato.

#### Alanija
Il 9 dicembre 2012 firma un contratto di un anno con i russi dell'Alanija Vladikavkaz. Lascia il segno il 15 aprile 2013, quando realizza una tripletta (unici 3 gol in Prem'er-Liga) nella vittoria per 3-1 contro il Mordovija. Chiude con 6 presenze in campionato.

#### Reading e Sheffield Wednesday
Il 14 giugno 2013 torna in Inghilterra, venendo ingaggiato dal Reading, club militante nel Championship. In campionato realizza due marcature in 23 presenze.
Il 1º settembre 2014 passa in prestito per sei mesi allo Sheffield Weds, sempre in Championship, dove fa un solo gol in 15 presenze.

#### Kayseri Erciyesspor e Baniyas
Terminati i 6 mesi di prestito a Sheffield, il 23 gennaio 2015 si trasferisce nella Süper Lig, al K. Erciyesspor, per concludere la stagione, e la conclude con 3 reti in 11 partite.
Nel successivo settembre passa negli Emirati Arabi Uniti, in UAE Pro League, al Baniyas, dove rimane fino a giugno 2016, e dove non va a segno in 18 match.

#### Prima il ritiro annunciato, poi Sparta Rotterdam
Nell'estate del 2017, complice l’assenza di interesse delle società calcistiche nei suoi confronti, Drenthe annuncia di volersi ritirare dal calcio giocato. Tuttavia, il 6 luglio 2018, a quasi un anno dall’annunciato ritiro, Drenthe sigla un accordo annuale con gli olandesi dello Sparta Rotterdam, militante allora in Eerste Divisie. Esordisce con gli olandesi il 17 agosto successivo, nella gara persa contro il Twente. Il 7 settembre sigla la sua prima rete con il club di Rotterdam, a scapito dell'Eindhoven. Mette insieme 32 presenze e 5 gol in campionato.

#### Kozakken Boys bis, ritorno in Spagna e ritiro
Nell'agosto 2019 firma un contratto annuale con la squadra dilettante dei Kozakken Boys in Tweede Divisie, la terza serie olandese, dove va a segno 3 volte in 10 partite.
Il 6 gennaio 2021 firma un contratto semestrale col Racing Murcia, della Tercera División. Va addirittura in doppia cifra, segnando 10 gol in 30 match.
Il 30 gennaio 2022 cambia sponda di Murcia, passando al Real Murcia in prestito, in Segunda División RFEF, dove gioca 9 partite senza andare a segno.
In estate passa al Racing Mérida City, squadra militante nelle Primera División Extremeña: una divisione regionale del sesto livello del campionato spagnolo di calcio.
Chiude definitivamente la sua carriera da calciatore nel 2023, tornando ai Kozakken Boys, giocando le sue ultime 5 partite in campionato.

### Nazionale
A differenza del fratello, Giovanni, nazionale del Suriname, Drenthe ha deciso di vestire la maglia dei Paesi Bassi. Al termine della stagione 2006-2007 viene convocato nella rappresentativa Under-21 olandese dal c.t. Foppe de Haan per disputare il campionato europeo di categoria, giocato in patria. L’Olanda vince il torneo, e alla fine della manifestazione Drenthe viene eletto miglior giocatore dalla UEFA.
Disputa la sua unica partita in nazionale maggiore il 17 novembre 2010, in occasione del match amichevole contro la Turchia, durante la quale gara subentra al compagno di squadra Rafael van der Vaart.

## Fuori dal campo
Appassionato di musica rap, ha inciso alcune canzoni insieme al collega connazionale Ryan Babel e al rapper U-Niq.
Il 10 febbraio 2017 Drenthe, col nome d’arte di Roya2Faces, ha pubblicato il suo primo singolo Paranoia.

## Statistiche

### Presenze e reti nei club
Statistiche aggiornate al 15 maggio 2022.
| Stagione             | Squadra              | Campionato           | Campionato | Campionato | Coppe nazionali | Coppe nazionali | Coppe nazionali | Coppe continentali | Coppe continentali | Coppe continentali | Altre coppe | Altre coppe | Altre coppe | Totale | Totale |
| Stagione             | Squadra              | Comp                 | Pres       | Reti       | Comp            | Pres            | Reti            | Comp               | Pres               | Reti               | Comp        | Pres        | Reti        | Pres   | Reti   |
| -------------------- | -------------------- | -------------------- | ---------- | ---------- | --------------- | --------------- | --------------- | ------------------ | ------------------ | ------------------ | ----------- | ----------- | ----------- | ------ | ------ |
| 2005-2006            | Feyenoord            | ED                   | 3+1        | 0+0        | CO              | 0               | 0               | CU                 | 0                  | 0                  | -           | -           | -           | 4      | 0      |
| 2006-2007            | Feyenoord            | ED                   | 26+2       | 0+0        | CO              | 1               | 0               | CU                 | 4                  | 0                  | -           | -           | -           | 33     | 0      |
| Totale Feyenoord     | Totale Feyenoord     | Totale Feyenoord     | 29+3       | 0+0        |                 | 1               | 0               |                    | 4                  | 0                  |             | -           | -           | 37     | 0      |
| 2007-2008            | Real Madrid          | PD                   | 18         | 2          | CR              | 3               | 0               | UCL                | 4                  | 0                  | SS          | 1           | 1           | 26     | 3      |
| 2008-2009            | Real Madrid          | PD                   | 20         | 0          | CR              | 2               | 0               | UCL                | 5                  | 0                  | SS          | 1           | 0           | 28     | 0      |
| 2009-2010            | Real Madrid          | PD                   | 8          | 0          | CR              | 1               | 0               | UCL                | 2                  | 1                  | -           | -           | -           | 11     | 1      |
| Totale Real Madrid   | Totale Real Madrid   | Totale Real Madrid   | 46         | 2          |                 | 6               | 0               |                    | 11                 | 1                  |             | 2           | 1           | 65     | 4      |
| 2010-2011            | Everton              | PD                   | 17         | 4          | CR              | 2               | 0               | -                  | -                  | -                  | -           | -           | -           | 19     | 4      |
| 2011-2012            | Everton              | PL                   | 21         | 3          | FACup+CdL       | 4+2             | 1+0             | -                  | -                  | -                  | -           | -           | -           | 27     | 4      |
| gen.-giu. 2013       | Alanija Vladikavkaz  | PL                   | 6          | 3          | KR              | -               | -               | -                  | -                  | -                  | -           | -           | -           | 6      | 3      |
| 2013-2014            | Reading              | FLC                  | 23         | 2          | FACup+CdL       | 1+0             | 0               | -                  | -                  | -                  | -           | -           | -           | 24     | 2      |
| 2014-gen. 2015       | Sheffield Weds       | FLC                  | 15         | 1          | FACup+CdL       | 0               | 0               | -                  | -                  | -                  | -           | -           | -           | 15     | 1      |
| gen.-giu. 2015       | K. Erciyesspor       | SL                   | 11         | 3          | TK              | -               | -               | -                  | -                  | -                  | -           | -           | -           | 11     | 3      |
| 2015-2016            | Baniyas              | PL                   | 18         | 0          | CPE+EEC         | 3+3             | 0+0             | -                  | -                  | -                  | -           | -           | -           | 24     | 0      |
| 2017-2018            | Xerxes DZB           | EK                   | -          | -          |                 | -               | -               | -                  | -                  | -                  | -           | -           | -           | -      | -      |
| 2018-2019            | Sparta Rotterdam     | ED                   | 32         | 5          | CO              | 0               | 0               | -                  | -                  | -                  | -           | -           | -           | 32     | 5      |
| 2019-2020            | Kozakken Boys        | TD                   | 9          | 3          | CO              | 1               | 0               | -                  | -                  | -                  | -           | -           | -           | 10     | 3      |
| 2020-gen.2021        | Kozakken Boys        | TD                   | 1          | 0          | CO              | 0               | 0               | -                  | -                  | -                  | -           | -           | -           | 1      | 0      |
| Totale Kozakken Boys | Totale Kozakken Boys | Totale Kozakken Boys | 10         | 3          |                 | 1               | 0               |                    | -                  | -                  |             | -           | -           | 11     | 3      |
| gen.-giu.2021        | Racing Murcia        | TD                   | 15+2       | 8+1        | -               | -               | -               | -                  | -                  | -                  | -           | -           | -           | 17     | 9      |
| 2021-gen.2022        | Racing Murcia        | TDR                  | 13         | 1          | -               | -               | -               | -                  | -                  | -                  | -           | -           | -           | 13     | 1      |
| Totale Racing Murcia | Totale Racing Murcia | Totale Racing Murcia | 28+2       | 9+1        |                 | -               | -               |                    | -                  | -                  |             | -           | -           | 30     | 10     |
| gen.-giu.2022        | Real Murcia          | SD                   | 9          | 0          | -               | -               | -               | -                  | -                  | -                  | -           | -           | -           | 9      | 0      |
| 2022-2023            | Racing Mérida City   | DR                   | -          | -          | -               | -               | -               | -                  | -                  | -                  | -           | -           | -           | -      | -      |
| gen.-giu.2023        | Kozakken Boys        | TD                   | 5          | 0          | CO              | 0               | 0               |                    |                    |                    |             |             |             |        |        |
| Totale carriera      | Totale carriera      | Totale carriera      | 270+5      | 35+1       |                 | 23              | 1               |                    | 15                 | 1                  |             | 2           | 1           | 315    | 39     |

### Cronologia presenze e reti in nazionale
| Cronologia completa delle presenze e delle reti in nazionale ― Paesi Bassi | Cronologia completa delle presenze e delle reti in nazionale ― Paesi Bassi | Cronologia completa delle presenze e delle reti in nazionale ― Paesi Bassi | Cronologia completa delle presenze e delle reti in nazionale ― Paesi Bassi | Cronologia completa delle presenze e delle reti in nazionale ― Paesi Bassi | Cronologia completa delle presenze e delle reti in nazionale ― Paesi Bassi | Cronologia completa delle presenze e delle reti in nazionale ― Paesi Bassi | Cronologia completa delle presenze e delle reti in nazionale ― Paesi Bassi |
| Data                                                                       | Città                                                                      | In casa                                                                    | Risultato                                                                  | Ospiti                                                                     | Competizione                                                               | Reti                                                                       | Note                                                                       |
| -------------------------------------------------------------------------- | -------------------------------------------------------------------------- | -------------------------------------------------------------------------- | -------------------------------------------------------------------------- | -------------------------------------------------------------------------- | -------------------------------------------------------------------------- | -------------------------------------------------------------------------- | -------------------------------------------------------------------------- |
| 17-11-2010                                                                 | Amsterdam                                                                  | Paesi Bassi                                                                | 1 – 0                                                                      | Turchia                                                                    | Amichevole                                                                 | -                                                                          | 80’                                                                        |
| Totale                                                                     |                                                                            | Presenze                                                                   | 1                                                                          |                                                                            | Reti                                                                       | 0                                                                          |                                                                            |

## Palmarès

### Club
- Campionato spagnolo: 1

Real Madrid: 2007-2008
- Supercoppa di Spagna: 1

Real Madrid: 2008

### Nazionale
- Campionato d'Europa Under-21: 1

2007

### Individuale
- Miglior giocatore dell'Europeo Under-21: 1

Olanda 2007
- Inserito nel Dream Team UEFA nel Campionato Europeo Under-21 2007[20]